# رود كاميرون (لاعب كرة قدم)
رود كاميرون (بالإنجليزية: Rod Cameron)‏ (1939 في المملكة المتحدة - ) هو لاعب كرة قدم بريطاني في مركز الظهير. لعب مع برادفورد سيتي وNewcastle West End F.C. ‏ ونادي غيتزهد.